# Coliseo Imperial
El Coliseo Imperial fue un modesto local de espectáculos de la capital de España, situado en la calle de la Concepción Jerónima. En 1905 se inauguró en él el primer cinematógrafo de Madrid. El local fue reformado por Enrique Pfitz en 1916. Fue derruido hacia finales de la década de 1920.

## Historia
Ramón Marsá, propietario de un solar en la calle de la Concepción Jerónima, inició la construcción de un edificio para almacén que por sugerencias de Juan Alfageme, propietario de una farmacia vecina, y de los periodistas García Plaza y Texifonte Gallego, acabó convertido en teatro. La obra no debía tener un gran acabado pues "en la función inaugural, uno de los acróbatas que actuaba se filtró por la pared del escenario al dar un salto mortal, yendo a caer al saloncillo contiguo, donde Alfageme y un amigo jugaban una partida de ajedrez...", según recoge Augusto Martínez Olmedilla en su Anecdotario de la farándula madrileña.
A lo largo de su discreta existencia ofreció espectáculos y eventos muy variados. Aunque en algunos periodos se limitó a programar en el mismo día una película y un número de "varietés", su existencia será mejor recordada como sala de teatro para compañías de comedias. En ellas trabajaron actores veteranos como José Castilla, Juana y Manuel Espejo o Matilde Moreno, y se formaron futuras actrices como Guadalupe Muñoz Sampedro (que sobre sus tablas conoció al que luego sería su esposo Manuel Soto), Matilde Asquerino, Ana Siria, María Cañete, María Cuevas.
Acogió la obra de dramaturgos con cartel, como Felipe Sassone (en su debut español), Manuel Linares Rivas o Pedro Muñoz Seca (que estrenó en él Tirios y troyanos el 12 de enero de 1922); tanto como de jóvenes autores (Francisco Serrano Anguita, José Tellaeche, Manuel Abril o José M. Acevedo (que alcanzó cierto éxito con Lo dice la copla).
Vendido el local al empresario Manuel Pérez Aguirre, acabó siendo derribado años después para construir una casa de vecinos.